# Ordre de Montjoie
L'Ordre de Montjoie est un ordre militaire et religieux catholique.
Il est créé en 1175 dans le royaume d'Aragon par un noble léonais, Rodrigo Alvarez de Sarriá, qui trouvait trop douce la règle de l'Ordre de Santiago.

## Histoire
Ce nouvel ordre s'affilie directement à Citeaux. L'ordre est un temps favorisé par le roi Alphonse II qui entend limiter l'influence dans son royaume des ordres du Temple et des Hospitaliers et se voit confier la défense du sud de l'Aragon.
L'ordre ne se développera jamais vraiment et finira par être absorbé par l'ordre du Temple en 1196.
Le nom de Montjoie est celui donné par les pèlerins au mont Rama au nord-ouest de Jérusalem, d'où ils pouvaient apercevoir la ville sainte. C’est en ce lieu que se trouverait le tombeau de Rachel.